# Tovmas I (ormiański patriarcha Konstantynopola)
Tovmas I (ur. ?, zm. ?) – w latach 1581–1587 11. ormiański Patriarcha Konstantynopola.